# سالم حرشاش
سالم حرشاش (انگلیسی: Salem Harchèche؛ زادهٔ ۲۴ ژوئیهٔ ۱۹۷۲) بازیکن فوتبال اهل الجزایر بود.
از باشگاه‌هایی که در آن بازی کرده‌است می‌توان به باشگاه فوتبال شباب بلوزداد، باشگاه فوتبال کان، و باشگاه فوتبال سن-اتین اشاره کرد.
وی همچنین در تیم ملی فوتبال الجزایر بازی کرده‌است.